# Kilcarnup Beach
Kilcarnup Beach är en strand i Australien. Den ligger i delstaten Western Australia, omkring 240 kilometer söder om delstatshuvudstaden Perth.
I omgivningarna runt Kilcarnup Beach växer i huvudsak blandskog. Runt Kilcarnup Beach är det mycket glesbefolkat, med 3 invånare per kvadratkilometer. Genomsnittlig årsnederbörd är 1 201 millimeter. Den regnigaste månaden är maj, med i genomsnitt 210 mm nederbörd, och den torraste är januari, med 9 mm nederbörd.